# Hyposidra khasiana
Hyposidra khasiana är en fjärilsart som beskrevs av W. Warren 1894. Hyposidra khasiana ingår i släktet Hyposidra och familjen mätare. Inga underarter finns listade i Catalogue of Life.